# Багриновський Михайло Михайлович
Миха́йло Миха́йлович Багрино́вський (нар. 30 вересня (12 жовтня) 1885, Москва — 13 січня 1966, Москва) — російський і український диригент, композитор.

## Життєпис
1908 — закінчив Музично-драматичне училище Московського філармонічного товариства (клас композиції і диригування А. М. Корещенка, клас диригування В. Кеса).
1910—1925 (з перервами) — диригент Оперного театру Зиміна (Москва).
Від 1913 — диригент Київської опери.
У 1919 — головний диригент Київської академічної опери. Брав участь у постановці балетів «Азіада», «Мрії».
Від 1919 виступав у Києві Державним симфонічним оркестром ім. Лисенка.
28 липня 1919 року диригуванням опери «Утоплена» М. Лисенка відкрив разом з Лесем Курбасом, А. Петрицьким, П. Гончаровим Київського оперного театру «Музична драма».
1920—1921 — диригент Харківського АТОБ і викладач Харківської музичної академії (консерваторії).
Згодом викладав у Тбіліській та Московській консерваторіях.
З 1934 — професор Московської консерваторії.
Автор симфонічної та вокально-інструментальної музики, підручників з питань диригування.
Автор спогадів про видатного українського співака Михайла Донця.